# Stockholm Open 1997 - Qualificazioni singolare
Le qualificazioni del singolare  dello  Stockholm Open 1997 sono state un torneo di tennis preliminare per accedere alla fase finale della manifestazione. I vincitori dell'ultimo turno sono entrati di diritto nel tabellone principale. In caso di ritiro di uno o più giocatori aventi diritto a questi sono subentrati i lucky loser, ossia i giocatori che hanno perso nell'ultimo turno ma che avevano una classifica più alta rispetto agli altri partecipanti che avevano comunque perso nel turno finale.
Le qualificazioni del torneo Stockholm Open 1997 prevedevano 32 partecipanti di cui 4 sono entrati nel tabellone principale.

## Teste di serie
1. Cristiano Caratti (primo turno)
2. Fernon Wibier (ultimo turno)
3. David Wheaton (Qualificato)
4. Patrik Fredriksson (ultimo turno)

1. Michael Tebbutt (Qualificato)
2. Bernd Karbacher (ultimo turno)
3. Mikael Stadling (secondo turno)
4. Fredrik Jonsson (Qualificato)

## Qualificati
1. Fredrik Bergh
2. Fredrik Jonsson

1. David Wheaton
2. Michael Tebbutt

## Tabellone

### Legenda
| - Q = Qualificato - WC = Wild card - LL = Lucky loser | - ALT = Alternate - SE = Special Exempt - PR = Protected Ranking | - w/o = Walkover - r = Ritirato - d = Squalificato |

### Sezione 1
|  | Primo turno       | Primo turno       | Primo turno      | Primo turno | Primo turno |  |  | Secondo turno   | Secondo turno   | Secondo turno   | Secondo turno | Secondo turno |   |   | Ultimo turno  | Ultimo turno  | Ultimo turno | Ultimo turno | Ultimo turno |  |
|  |                   |                   |                  |             |             |  |  |                 |                 |                 |               |               |   |   |               |               |              |              |              |  |
|  |                   | Per Thornadsson   | 2                | 6           | 6           |  |  |                 |                 |                 |               |               |   |   |               |               |              |              |              |  |
|  | 1                 | Cristiano Caratti | 6                | 2           | 3           |  |  | Per Thornadsson | Per Thornadsson | Per Thornadsson | 1             | 2             |   |   |               |               |              |              |              |  |
|  | Fredrik Bergh     | Fredrik Bergh     | Fredrik Bergh    | 6           | 6           |  |  | Fredrik Bergh   | Fredrik Bergh   | Fredrik Bergh   | 6             | 6             |   |   |               |               |              |              |              |  |
|  | Marius Barnard    | Marius Barnard    | Marius Barnard   | 1           | 4           |  |  |                 |                 |                 |               |               |   |   | Fredrik Bergh | Fredrik Bergh | 6            | 4            | 6            |  |
|  | Jonas Elmblad     | Jonas Elmblad     | 3                | 6           | 6           |  |  |                 |                 | Jonas Elmblad   | Jonas Elmblad | 4             | 6 | 2 |               |               |              |              |              |  |
|  | Tobias Hildebrand | Tobias Hildebrand | 6                | 2           | 3           |  |  |                 | Jonas Elmblad   | Jonas Elmblad   | 7             | 7             |   |   |               |               |              |              |              |  |
|  | 7                 | Mikael Stadling   | Mikael Stadling  | 6           | 6           |  |  | 7               | Mikael Stadling | Mikael Stadling | 6             | 6             |   |   |               |               |              |              |              |  |
|  |                   | Patrik Langvardt  | Patrik Langvardt | 4           | 2           |  |  |                 |                 |                 |               |               |   |   |               |               |              |              |              |  |

### Sezione 2
|  | Primo turno      | Primo turno       | Primo turno       | Primo turno | Primo turno |  |  | Secondo turno | Secondo turno    | Secondo turno    | Secondo turno   | Secondo turno |   |   | Ultimo turno | Ultimo turno  | Ultimo turno | Ultimo turno | Ultimo turno |  |
|  |                  |                   |                   |             |             |  |  |               |                  |                  |                 |               |   |   |              |               |              |              |              |  |
|  | 2                | Fernon Wibier     | Fernon Wibier     | 7           | 6           |  |  |               |                  |                  |                 |               |   |   |              |               |              |              |              |  |
|  |                  | Mattias Hellstrom | Mattias Hellstrom | 6           | 3           |  |  | 2             | Fernon Wibier    | Fernon Wibier    | 7               | 6             |   |   |              |               |              |              |              |  |
|  | Peter Nyborg     | Peter Nyborg      | 4                 | 7           | 7           |  |  |               | Peter Nyborg     | Peter Nyborg     | 6               | 2             |   |   |              |               |              |              |              |  |
|  | Nicklas Timfjord | Nicklas Timfjord  | 6                 | 6           | 6           |  |  |               |                  |                  |                 |               |   |   | 2            | Fernon Wibier | 6            | 7            | 4            |  |
|  | Henrik Andersson | Henrik Andersson  | Henrik Andersson  | 7           | 6           |  |  |               |                  | 8                | Fredrik Jonsson | 7             | 6 | 6 |              |               |              |              |              |  |
|  | Satoshi Iwabuchi | Satoshi Iwabuchi  | Satoshi Iwabuchi  | 5           | 4           |  |  |               | Henrik Andersson | Henrik Andersson | 3               | 0             |   |   |              |               |              |              |              |  |
|  | 8                | Fredrik Jonsson   | Fredrik Jonsson   | 7           | 6           |  |  | 8             | Fredrik Jonsson  | Fredrik Jonsson  | 6               | 6             |   |   |              |               |              |              |              |  |
|  |                  | Johan Hede        | Johan Hede        | 6           | 3           |  |  |               |                  |                  |                 |               |   |   |              |               |              |              |              |  |

### Sezione 3
|  | Primo turno      | Primo turno       | Primo turno       | Primo turno | Primo turno |  |  | Secondo turno | Secondo turno    | Secondo turno    | Secondo turno   | Secondo turno   |   |   | Ultimo turno | Ultimo turno  | Ultimo turno  | Ultimo turno | Ultimo turno |  |
|  |                  |                   |                   |             |             |  |  |               |                  |                  |                 |                 |   |   |              |               |               |              |              |  |
|  | 3                | David Wheaton     | David Wheaton     | 6           | 7           |  |  |               |                  |                  |                 |                 |   |   |              |               |               |              |              |  |
|  |                  | Joachim Johansson | Joachim Johansson | 4           | 6           |  |  | 3             | David Wheaton    | David Wheaton    | 6               | 6               |   |   |              |               |               |              |              |  |
|  | Johan Settergren | Johan Settergren  | Johan Settergren  | 6           | 6           |  |  |               | Johan Settergren | Johan Settergren | 2               | 1               |   |   |              |               |               |              |              |  |
|  | Jacob Adaktusson | Jacob Adaktusson  | Jacob Adaktusson  | 3           | 4           |  |  |               |                  |                  |                 |                 |   |   | 3            | David Wheaton | David Wheaton | 6            | 7            |  |
|  | Marcus Sarstrand | Marcus Sarstrand  | Marcus Sarstrand  | 6           | 6           |  |  |               |                  | 6                | Bernd Karbacher | Bernd Karbacher | 4 | 5 |              |               |               |              |              |  |
|  | Philippe Kobzos  | Philippe Kobzos   | Philippe Kobzos   | 4           | 2           |  |  |               | Marcus Sarstrand | 1                | 7               | 5               |   |   |              |               |               |              |              |  |
|  | 6                | Bernd Karbacher   | 4                 | 6           | 6           |  |  | 6             | Bernd Karbacher  | 6                | 5               | 7               |   |   |              |               |               |              |              |  |
|  |                  | Jan Apell         | 6                 | 3           | 2           |  |  |               |                  |                  |                 |                 |   |   |              |               |               |              |              |  |

### Sezione 4
|  | Primo turno     | Primo turno               | Primo turno               | Primo turno | Primo turno |  |  | Secondo turno | Secondo turno      | Secondo turno   | Secondo turno   | Secondo turno   |   |   | Ultimo turno | Ultimo turno       | Ultimo turno       | Ultimo turno | Ultimo turno |  |
|  |                 |                           |                           |             |             |  |  |               |                    |                 |                 |                 |   |   |              |                    |                    |              |              |  |
|  | 4               | Patrik Fredriksson        | Patrik Fredriksson        | 6           | 6           |  |  |               |                    |                 |                 |                 |   |   |              |                    |                    |              |              |  |
|  |                 | Andreas Vinciguerra       | Andreas Vinciguerra       | 1           | 1           |  |  | 4             | Patrik Fredriksson | 6               | 5               | 6               |   |   |              |                    |                    |              |              |  |
|  | Kim Tiilikainen | Kim Tiilikainen           | Kim Tiilikainen           | 7           | 6           |  |  |               | Kim Tiilikainen    | 2               | 7               | 3               |   |   |              |                    |                    |              |              |  |
|  | Johan Örtegren  | Johan Örtegren            | Johan Örtegren            | 5           | 2           |  |  |               |                    |                 |                 |                 |   |   | 4            | Patrik Fredriksson | Patrik Fredriksson | 4            | 6            |  |
|  | Kalle Flygt     | Kalle Flygt               | Kalle Flygt               | 7           | 6           |  |  |               |                    | 5               | Michael Tebbutt | Michael Tebbutt | 6 | 7 |              |                    |                    |              |              |  |
|  | Johan Landsberg | Johan Landsberg           | Johan Landsberg           | 6           | 3           |  |  |               | Kalle Flygt        | Kalle Flygt     | 6               | 4               |   |   |              |                    |                    |              |              |  |
|  | 5               | Michael Tebbutt           | Michael Tebbutt           | 6           | 6           |  |  | 5             | Michael Tebbutt    | Michael Tebbutt | 7               | 6               |   |   |              |                    |                    |              |              |  |
|  |                 | Filipos Papachristopoulos | Filipos Papachristopoulos | 4           | 1           |  |  |               |                    |                 |                 |                 |   |   |              |                    |                    |              |              |  |